# Хийлах
Хийлах или ранее Халахой (чечен. ХIийла) — воссоздаваемое село в Урус-Мартановском районе Чеченской Республики России.
Рядом находился ранее покинутый аул (село) в Галанчожском районе. Хийлахский башенный комплекс.

## География
Расположено на левом берегу реки Гехи, к востоку от села Галанчож.

## Название
Название связано с родовой ветвью тайпа Нашхой — Хийлахой.

## История
Село Хийлах было ликвидировано в 1944 году во время выселения чеченцев. После восстановления Чечено-Ингушской АССР чеченцам было запрещено возвращаться в свои исконные районы: Галанчожский, Шатойский и Итум-Калинский.
В конце 2022 года в Урус-Мартановском районе Чеченской Республики было принято решение образовать новые (воссоздать) сёла, в том числе Хийлах — рядом с прежним селением Хилахой (Хийлах).